# Come Fly with Me (canção)
"Come Fly with Me" é uma canção popular de 1957 composta por Jimmy Van Heusen e Sammy Cahn. Escrita para Frank Sinatra, aparece em seu álbum homônimo e descreve aventuras em lugares exóticos de Bombaim, Peru e Acapulco.